# 欧州連合加盟をめぐるリトアニアの国民投票
欧州連合加盟をめぐるリトアニアの国民投票（おうしゅうれんごうかめいをめぐるりとあにあのこくみんとうひょう）は、2003年5月10日から11日にかけて行われた。リトアニアが欧州連合（EU）に加盟すべきかを国民に問うたこの国民投票では賛成票が 90 % を超え、その結果リトアニアは翌年5月1日に EU 加盟を果たした。

## 背景
1999年12月のヘルシンキ欧州理事会において EU との加盟交渉が開始され、2002年12月に加盟協議が終了し、正式に加盟手続きに入ることとなった。
2002年から2003年にかけてリトアニア議会は2度にわたって国民投票法を改正。それまでは、投票率が 50 % を超え、かつ登録されているすべての有権者のうちの過半数が国民投票で賛成しなければならなかった。しかし改正後は、投票した有権者のうちの過半数の賛成で可決されることとなった（ただし、投票率が 50 % を超えなければならないことは条件として残されている）。
投票率を 50 % 以上とするため、投票時間は延長され、郵送による投票も投票日の 11 日前から認められていた。また投票日が 2 日間にわたったのもそのためである。その後、議会は投票日を5月10日～11日に決めた。

## 投票内容
この国民投票では、有権者は次の一文に対して賛成であるか反対であるかを表明した。
「私はリトアニアが欧州連合に加盟することに賛成します」

## 選挙運動の様子
EUの選挙運動は2000年から行われ、そしてその運動は地方自治体やカトリック教会にまで波及していった。1999年末に行われた世論調査では、EU加盟賛成はわずか 29 % にすぎなかったが、その後数年で支持は飛躍的に伸びた。そして2003年の世論調査では賛成が 65 % にのぼった。
こうした中、すべての主要政党は EU 加盟賛成にまわるようになる。一方で右翼を標榜する小政党、とりわけリトアニア人民族主義連合と若きリトアニアは、いずれも反対を示した。その理由は、EU加盟がリトアニアの文化や言語を破壊しかねないから、というものであった。
ロランダス・パクサス大統領は、曲技飛行隊によるパフォーマンスでリトアニア国内を飛び回り、人々の関心を集めた。このように選挙運動はEU加盟賛成派によるものがほとんどで、反対は乳業者、ロシア語話者、右翼小政党などごく一部に限られていた。

## 投票率
国民投票の有効性という点で、投票率が 50 % を超えるかどうかが注目された。初日を終えた段階で投票率はわずか 30 % 程度であったため、大統領と首相はその日ともにテレビに出演し国民に投票を訴えかけた。翌日の日曜日には多くの国民が教会での礼拝のあと投票へと足を運んだという。この日はスーパーマーケットでもキャンペーンが行われ、投票を終えた人にはビールやチョコレート、石けんなどが通常より安く販売された。
こうしたキャンペーンにより投票所には長蛇の列ができ、投票率は 60 % を超えた。

## 投票結果
| 有権者数                                     | 無効票 | 投票者数 （投票率）  | 賛成                 | 反対              |
| -------------------------------------------- | ------ | -------------------- | -------------------- | ----------------- |
| 2,638,886                                    | 20,526 | 1,672,317 （63.4 %） | 1,504,264 （91.1 %） | 147,527 （8.9 %） |
| 出典：The Lithuanian EU Accession Referendum |        |                      |                      |                   |

賛成票が反対を圧倒するという結果を受け、首都のヴィリニュスでは祝賀会が行われた。大統領官邸の近くではコンサートが開かれ、パクサス大統領は観衆に「こんにちは、ヨーロッパ市民のみなさん！」と挨拶し、ブラザウスカス首相とパウラウスカス議会議長はケーキ入刀を行った。ロマーノ・プローディ欧州委員会委員長もこの投票結果に対して祝辞を述べている。